# Hot Girl Summer
Hot Girl Summer è un singolo della rapper statunitense Megan Thee Stallion, pubblicato il 9 agosto 2019.

## Descrizione
Il singolo, che ha visto la collaborazione di Nicki Minaj e Ty Dolla $ign, contiene un campionamento di Act Up delle City Girls.

## Pubblicazione
Nel luglio 2019, il titolo della canzone è diventato virale ed un meme sui social media, dopo che Megan Thee Stallion l’ha usato in Cash Shit. Il 28 luglio, insieme ad un’anteprima divulgata tramite Instagram, ha annunciato di aver fissato la data di pubblicazione per il 2 agosto, ma è stata poi posticipata al 9 agosto. Il motivo del cambiamento è stato rivelato il 5 agosto, quando è stata confermata la collaborazione con la Minaj. Minaj ha confessato di non essere quasi riuscita a registrare la sua parte, perché in quel momento non era in buoni condizioni di salute.

## Successo commerciale
Hot Girl Summer è diventata la prima collaborazione rap femminile a raggiungere la vetta della piattaforma digitale iTunes negli Stati Uniti.
Nella Billboard Hot 100 ha debuttato all'11ª posizione, vendendo 24 000 copie digitali, accumulando 25.4 milioni di riproduzioni streaming ed ottenendo un'audience radiofonia pari a 10.2 milioni di ascoltatori. Nella settimana datata 26 ottobre 2019 ha raggiunto la cima della Rhythmic Songs, regalando a Megan Thee Stallion la sua prima numero uno, a Ty Dolla Sign la sua terza e a Nicki Minaj la sua ottava. Quest'ultima è così diventata la terza artista femminile ad averne di più, superando il suo ex aequo con Mariah Carey.
Nella classifica britannica ha esordito al 40º posto grazie a 11 938 unità distribuite nel territorio durante la sua prima settimana di disponibilità, divenendo la prima entrata di Stallion, la cinquantaquattresima di Minaj e la dodicesima di Sign.